# Bulan (Sorsogon)
Bulan è una municipalità di prima classe delle Filippine, situata nella Provincia di Sorsogon, nella regione di Bicol.
Bulan è formata da 63 baranggay:
- A. Bonifacio
- Abad Santos
- Aguinaldo
- Antipolo
- Bical
- Beguin
- Benigno S. Aquino (Imelda)
- Bonga
- Butag
- Cadandanan
- Calomagon
- Calpi
- Cocok-cabitan
- Daganas
- Danao
- Dolos
- E. Quirino
- Fabrica
- G. Del Pilar (Tanga)
- Gate
- Inararan
- J. Gerona
- J.P. Laurel (Pon-od)

- Jamorawon
- Libertad
- Lajong
- M. Roxas
- Magsaysay
- Managanaga
- Marinab
- Montecalvario
- N. Roque (Rizal)
- Namo
- Nasuje
- Obrero
- Osmeña
- Otavi
- Padre Diaz
- Palale
- Quezon
- R. Gerona
- Recto
- Sagrada
- San Francisco
- San Isidro
- San Juan Bag-o
- San Juan Daan

- San Rafael
- San Ramon
- San Vicente
- Santa Remedios
- Santa Teresita
- Sigad
- Somagongsong
- Taromata
- Zone I Pob. (Bgy. 1 - South Ilawod)
- Zone II Pob. (Bgy. 2 - West Ilawod)
- Zone III Pob. (Bgy. 3 - East Ilawod)
- Zone IV Pob. (Bgy. 4 - West Central)
- Zone V Pob. (Bgy. 5 -Lanipan)
- Zone VI Pob. (Bgy. 6 - Baybay)
- Zone VII Pob. (Bgy. 7- Iraya)
- Zone VIII Pob. (Bgy. 8- Loyo)